# Traveller’s Tales
A Travellers Tales (UK) Limited (kereskedelmi név: Traveller's Tales) egy brit videójáték-fejlesztő és a TT Games egy leányvállalata.
1989-ben alapította Jon Burton. Először egy kis vállalat volt, de híresebbé vált azáltal, hogy nagyobb vállalatokkal fejlesztett játékokat, mint a Sega és a Disney Interactive Studios. 1996-ban megváltoztatta a nevét Currentclass-ra, de két hónap múlva újra Traveller's Tales lett a neve. 2004-ben megkezdte a Lego Star Wars: The Video Game játék fejlesztését a Giant Interactive Entertainmenttel, a következő évben pedig megvásárolta a Giant Interactive Entertainmentet és egyesült vele, így létrejött a TT Games. Ettől a ponttól kezdve a Traveller's Tales volt a fejlesztő, a Giant Interactive Entertainment pedig TT Games Publishing lett, a kiadó. 2007-ben a vállalat megszerzett egy újabb fejlesztő, illetve egy animációs stúdiót, amikből a TT Fusion és a TT Animation lett.
2007. november 8-án a Warner Bros. Interactive Entertainment megvásárolta a TT Games-et a videójáték iparjuk kibővítéséért.

## Történet
A Traveller's Tales eleinte a Psygnosis-szal fejlesztett játékokat. Az első játékuk a Leander volt, más néven The Legend of Galahad. A Psygnosis-szal csinálták még a Bram Stoker's Dracula, illetve a Puggsy játékuk is. Egy megegyezésnek köszönhetően a Psygnosis, a Sony Imagesoft és a Disney Interactive Studios között a Traveller's Tales tudott csinálni számos Disney játékot, mint a Mickey Mania, illetve Pixar játékokat: Toy Story, A Bug's Life, Toy Story 2: Buzz Lightyear to the Rescue és Finding Nemo.
Azonban a Traveller's Tales a legjobban ismert volt a 90-es években a Sonic the Hedgehog-ról készült játékaikról, a Sonic 3D: Flickies' Island-ről és a Sonic R-ról.
Ők csinálták a Lego Star Wars: The Video Game-et, illetve a folytatásait. A Lego játékokon kívül csináltak számos más játékot is: két-két Crash Bandicoot és Narnia krónikái játékot, a Super Monkey Ball Adventure-t, a World Rally Championship-et és az F1 Grand Prix-t.
A vállalatot 2007. november 8-án megvásárolta a Warner Bros. Interactive Entertainment, a következő évben pedig kiadták a Lego Batman: The Videogame-et. Ezután folytatták a munkát licencelt témákon, mint Lego Indiana Jones 2: The Adventure Continues, Lego Harry Potter: Years 5–7, Lego The Lord of the Rings, Lego Batman 2: DC Super Heroes és Lego Marvel Super Heroes. A VI. Csillagok háborúja ünnepségen azt is bejelentették, hogy már dolgoznak egy Lego Star Wars IV játékon, annak ellenére, hogy semmilyen képet vagy megjelenési dátumot nem mutattak róla.
Nyertek kettő BAFTA-t, egyet a Lego Star Wars II: The Original Trilogy-nak, egyet pedig a Lego Batman: The Videogame-nek köszönhetően. A vállalat eredetileg egy kis irodában volt Southportban, de később átköltöztek nagyobb irodákba, Knutsfordba. 2015 óta a vállalat központja a Warner House-ban, Londonban van, habár a fejlesztés még mindig Knutsfordban van.

## Általuk fejlesztett játékok
| Év   | Név                                                            |
| ---- | -------------------------------------------------------------- |
| 1991 | Leander                                                        |
| 1993 | Bram Stoker’s Dracula                                          |
| 1993 | Puggsy                                                         |
| 1994 | Mickey Mania                                                   |
| 1995 | Toy Story                                                      |
| 1996 | Sonic 3D: Flickies’ Island                                     |
| 1997 | Sonic R                                                        |
| 1998 | Rascal                                                         |
| 1998 | A Bug’s Life                                                   |
| 1999 | Toy Story 2: Buzz Lightyear to the Rescue                      |
| 2000 | Muppet RaceMania                                               |
| 2000 | Buzz Lightyear of Star Command                                 |
| 2001 | Toy Story Racer                                                |
| 2001 | Weakest Link                                                   |
| 2001 | Crash Bandicoot: The Wrath of Cortex                           |
| 2002 | Haven: Call of the King                                        |
| 2003 | Finding Nemo                                                   |
| 2004 | Crash Twinsanity                                               |
| 2005 | Lego Star Wars: The Video Game                                 |
| 2005 | F1 Grand Prix                                                  |
| 2005 | The Chronicles of Narnia: The Lion, the Witch and the Wardrobe |
| 2005 | World Rally Championship                                       |
| 2006 | Super Monkey Ball Adventure                                    |
| 2006 | Lego Star Wars II: The Original Trilogy                        |
| 2006 | Bionicle Heroes                                                |
| 2007 | Transformers: The Game                                         |
| 2007 | Lego Star Wars: The Complete Saga                              |
| 2008 | Lego Indiana Jones: The Original Adventures                    |
| 2008 | Lego Batman: The Videogame                                     |
| 2008 | The Chronicles of Narnia: Prince Caspian                       |
| 2009 | Lego Indiana Jones 2: The Adventure Continues                  |
| 2010 | Lego Harry Potter: Years 1–4                                   |
| 2011 | Lego Star Wars III: The Clone Wars                             |
| 2011 | Lego Pirates of the Caribbean: The Video Game                  |
| 2011 | Lego Harry Potter: Years 5–7                                   |
| 2012 | Lego Batman 2: DC Super Heroes                                 |
| 2012 | Lego The Lord of the Rings                                     |
| 2013 | Lego Marvel Super Heroes                                       |
| 2014 | Lego The Hobbit                                                |
| 2014 | Lego Batman 3: Beyond Gotham                                   |
| 2015 | Lego Dimensions                                                |
| 2016 | Lego Marvel's Avengers                                         |
| 2017 | Lego Worlds                                                    |
| 2017 | Lego Marvel Super Heroes 2                                     |
| 2018 | Lego DC Super-Villains                                         |
| 2019 | The Lego Movie 2 Videogame                                     |
| 2020 | Lego Star Wars: The Skywalker Saga                             |